# آق‌توغای (استان پاولودار)
آق‌توغای (قزاقی: Ақтоғай) یک شهرک در استان پاولودار کشور قزاقستان است.